# Kohout (Novohradské podhůří)
Kohout (871 m n. m.) je nejvyšší horou Slepičích hor, Soběnovské vrchoviny a celého podhůří Novohradských hor. Nachází se asi 7 km severovýchodně od města Kaplice, v okrese Český Krumlov.

## Geologie a geomorfologie
Hora má kuželovitý tvar, její svahy jsou pokryté balvany a sutí z četných kryoplanačních teras. Vrcholek hory tvoří malebná soustava rozvětraných granodioritových skalisek.

## Stavby na vrcholu
Na vrcholu se nalézá žulový sloup označující bod I. řádu trigonometrické sítě, kterým se Kohout stal při vyměřování v letech 1860–1867. Ve 20. století zde stávala dřevěná dvoupatrová měřická věž. Po jejím pádu zde v roce 1965 vznikla dřevěná vojenská pozorovatelna, která podle Vladimíra Pohoreckého byla postavena ministerstvem vnitra. Tato věž byla turisty později užívána jako rozhledna. Po svém zchátrání však byla v roce 1993 stržena. Od poloviny devadesátých let usilovalo vedení obecního úřadu Besednice o postavení rozhledny – plán postavit na Kohoutu vysílač s rozhlednou však neprošel schvalovacím řízením a v roce 2002 byla postavena telekomunikační věž s vyhlídkovou plošinou na návrší Slabošovka západně od Besednice. Vrchol Kohoutu má od společnosti Lesy obcí Trhové Sviny a Besednice s.r.o. v pronájmu Ministerstvo vnitra. V roce 2003 zde byla postavena kovová věž, na níž je podle starosty Besednice Petra Trajera vysílací zařízení tajného charakteru. Věž tak není přístupná pro veřejnost, které zůstává odepřena možnost spatřit daleké výhledy, neboť vrchol Kohoutu je zalesněný.

### Střed Evropy

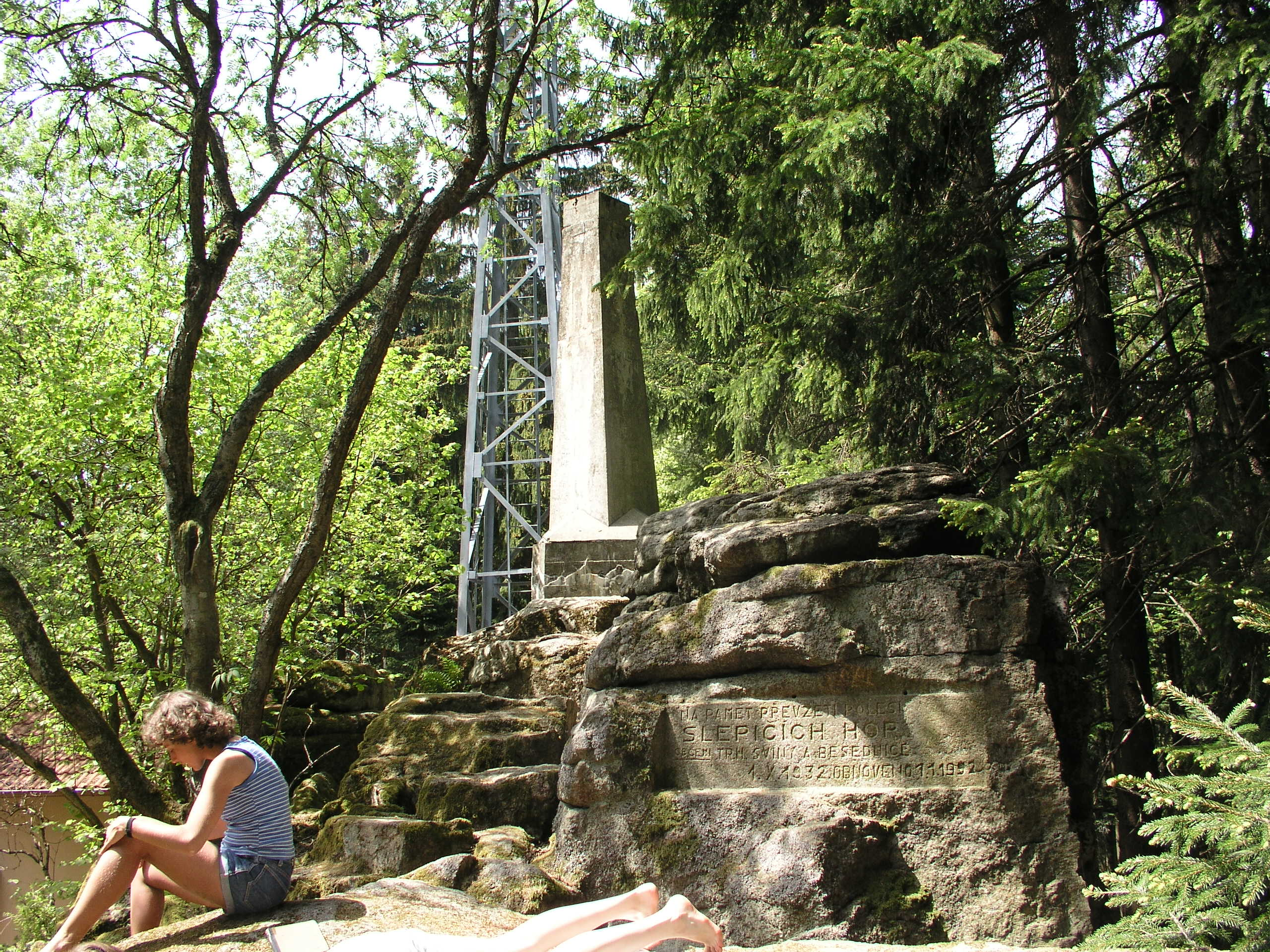
Pomník a trigonometrický bod

Kohout, respektive kamenný sloup na vrcholu, bývá mylně považovaný za střed Evropy. K chybné domněnce přispěl latinský nápis ve zkratkách, který sloup ve tvaru čtyřbokého komolého jehlanu nese:
| „ | C. R. OPER. ASTR. TRIG. PRO MENS. GRAD MED. EUROP 1867 | “ |

V plném znění: „Caesaro Regalis Operation Astronomica Trigonometrica pro Mensura Graduum Mediae Europae 1867“. Nápis tedy nezmiňuje střed Evropy, jak se laici na základě posledních slov domnívají, ale střední Evropu, konkrétně v překladu: „Císařsko královská komise astronomicko trigonometrická pro vyměření (zeměpisných) stupňů ve střední Evropě v r. 1867“.
Tento trigonometrický bod byl vyměřen vojenskými úřady kvůli zjištění vzdáleností na německých vojenských mapách a v roce 1867 (jako ostatní body) doplněn kamenným sloupem nesoucím zmíněný nápis. Důvody vzniku těchto bodů vysvětloval vlastivědný sborník Pod Lipany:
„Staré vyměřování i mapy bývaly velice nepřesné a nedokonalé. Vojenské (i berní) potřeby však vyžadovaly, aby byly mapy stále doplňovány a opravovány. Země byla proto pro usnadnění správného měření rozdělena na trojúhelníky (triangly) s vrcholy na temenech zdaleka viditelných kopců. Nadmořské výšky byly vypočteny a určeny až na desetinu milimetru.“
Zcela chybné informace o kamenném sloupu a jeho významu uváděl J. N. König ve Waldheimat. Podle něj se jednalo o vyznačení středu (či srdce) Evropy a nápis uváděl ve znění: „Oper. Astr. Trig. Imp. F. I. 1846“, což prý mělo znamenat „Operatio Astronomica Trigonometrica Imperante Ferdinand I, 1846“. Tento nápis ani vysvětlení ale neodpovídá skutečnosti a autor je zřejmě převzal odjinud.

## Ochrana přírody
Kohout je součástí Přírodního parku Soběnovská vrchovina a na jeho jižním svahu se nachází přírodní rezervace Ševcova hora (zbytek přirozených suťových bučin).

## Přístup
V sedle mezi vrcholy Kohouta a sousedního vrchu Vysoký kámen (též Slepice) se nalézá rozcestí několika značených turistických cest:
- červená turistická značka z Kaplice (10 km)
- červená turistická značka z Benešova nad Černou (7 km)
- žlutá turistická značka z Klení (3 km)
- červená turistická značka z Trhových Svinů (11 km)
- zelená turistická značka z Pořešína a Soběnova